# Дом Мелькина
Дом Мелькина — крестьянский дом прионежских вепсов, памятник деревянного зодчества XIX века, расположенный в центре села Шёлтозеро Республики Карелия в 80 км от Петрозаводска. Дом имеет статус объекта культурного наследия регионального значения. В настоящее время в здании располагается Шёлтозерский вепсский этнографический музей.

## История
Дом в селе Шёлтозеро был построен для зажиточной вепсской крестьянской семьи Мелькиных, глава которой занимался поставкой природного камня на стройки Петрозаводска и Санкт-Петербурга.
На основании проведённых исследований выявлено три строительных периода в истории возведения дома. Изначально в начале XIX века он был выстроен одноэтажным с высоким подклетом и состоял из двух изб с сенями между ними, к которым примыкал двухэтажный двор-сарай. Во середине XIX века подклет перестроили под жильё, прорубили в нём окна, которые украсили наличниками. На рубеже XIX—XX веков тесовая безгвоздевая кровля была заменена на драночную, перед входом устроен тамбур, а галерея-балкон над центральным входом перестроена в остеклённую веранду.
В 40-е годы XX века была утрачена хозяйственная часть дома, немного позднее — первоначальные «русские» печи и филенчатые шкафные перегородки. В конце 1970-х годов была проведена реставрация здания: ему возвратили облик второй половины XIX века, восстановили хозпостройки.
В 1991 году в доме Мелькина расположился Шёлтозерский вепсский этнографический музей имени Рюрика Лонина, в котором были собраны уникальные коллекции о традициях и промыслах, быте и хозяйстве, народных верованиях и праздниках вепсов. С октября 2012 года по сентябрь 2014 года дом находился на реставрации, во время которой был восстановлен интерьер крестьянской избы, а также создана новая постоянная экспозиция.

## Архитектура

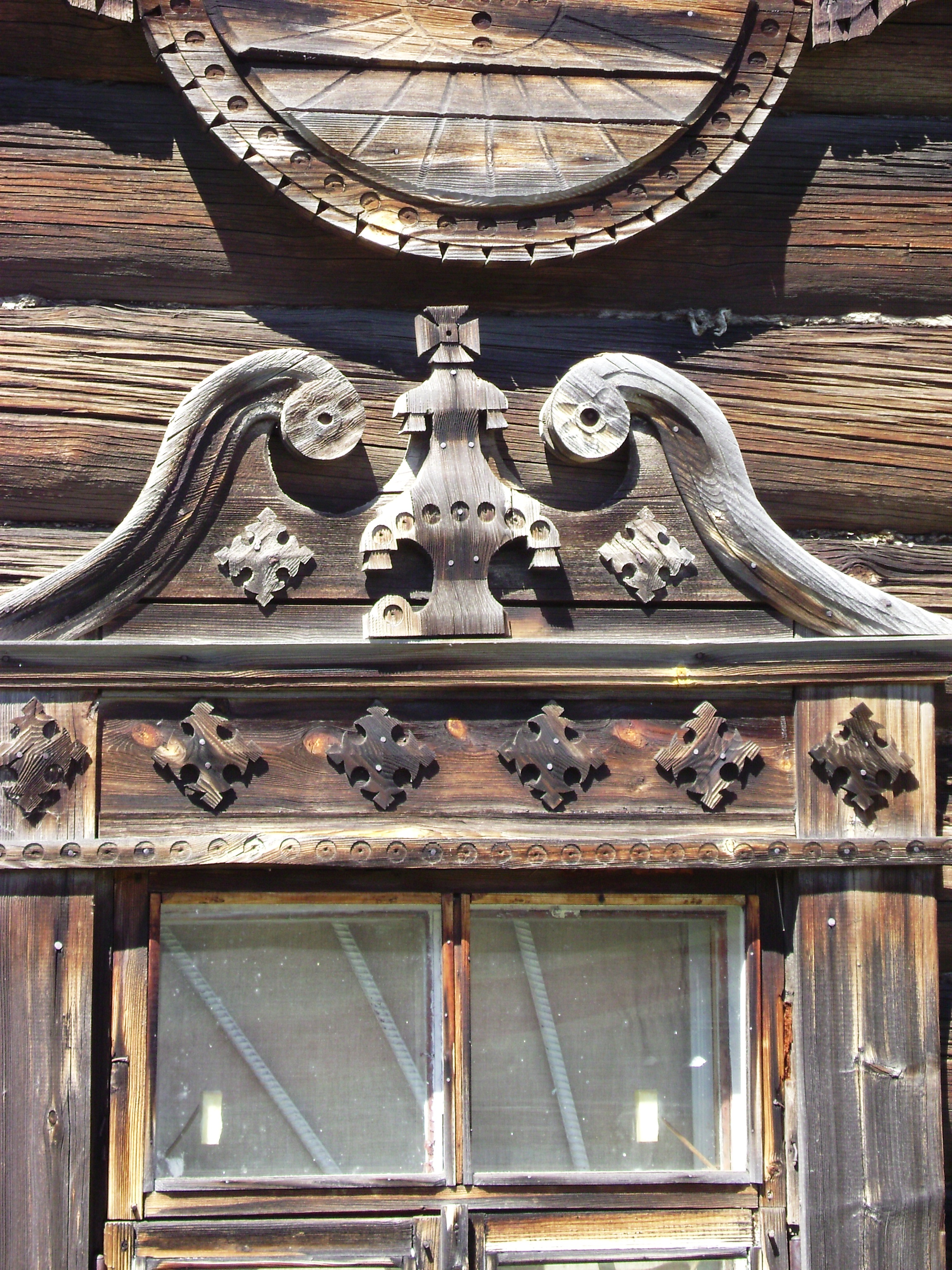
Резьба на окнах с изображением фигуры «матери-берегини»

Дом Мелькина рублен из сосновых брёвен «в обло», без обшивки. Он представляет собой Т-образный комплекс связанных между собой жилых и хозяйственных построек с самостоятельными двускатными крышами. С жилой частью хозяйственная соединяется тамбуром, имеющим вход из сеней. Фасады жилой части насыщены декоративными элементами, богато оформлены наличники окон дома с барочными волютными навершиями, акцентированными по центру стилизованной женкой фигуркой, символизирующей языческий образ «матери-берегини».
Жилая часть дома двухэтажная. На каждом этаже имеется по две избы, которые соединены сенями и междуэтажной лестницей. Над частью сеней, с ориентацией на главный фасад, выполнена светёлка, выделенная на фасаде мезонином с балконом. Торцевые фасады дома в уровне фронтонов оформлены декоративными балкончиками.
Хозяйственный корпус также имеет два этажа. Ранее в нижнем его ярусе располагались двор и хлев с самостоятельным выходом наружу. Второй ярус занимал просторный сеновал с двумя воротами, оборудованными взвозами-пандусами.